# Катков, Фёдор Григорьевич
Фёдор Григорьевич Катков (4 июня 1901, Бочаговка, Тобольская губерния — 30 октября 1992, Москва) — советский военачальник, участник Гражданской, Великой Отечественной и Советско-японской войны, гвардии генерал-лейтенант танковых войск (29.05.1945). Герой Советского Союза (8.09.1945).

## Биография
Фёдор Григорьевич Катков родился 4 июня 1901 года в крестьянской семье в деревне Бочаговка Спасо-Преображенской волости Курганского уезда Тобольской губернии, ныне деревня входит в  Лебяжьевский муниципальный округ Курганской области.
В 1908 году семья Катковых переехала в поселок Лебяжье Лебяжьевской волости того же уезда. Учился в школе в селе Лебяжьевском (ныне деревня Лебяжье 1-е) той же волости.
В 1914 году отец был мобилизован. Фёдор до 1917 года батрачил, работал в пекарне, служил мальчиком на побегушках у местной купчихи.
С 1918 года по 1919 годы работал заведующим лавкой Лебяжьевского потребительского общества.

### Гражданская война
В августе 1919 года Фёдор Григорьевич Катков был мобилизован в белогвардейскую Русскую армию под командованием адмирала А. В. Колчака и был направлен в 7-й пехотный полк в Омске, откуда бежал, но был арестован и возвращён в полк. Заболев тифом, Катков на санитарном эшелоне был вывезен на Дальний Восток, где с выздоровлением в феврале 1920 года второй раз бежал в Хабаровске к партизанам. Принимал участие в боях с колчаковцами, войсками атамана Семёнова, барона Унгерна.
С февраля 1920 года служил в рядах Рабоче-крестьянской Красной Армии.
В 1920 году вступил в РКП(б), с 1925 года партия переименована в ВКП(б), c 1952 года партия переименована в КПСС.
Принимал участие в Гражданской войне на Дальнем Востоке в составе особого революционного партизанского отряда. С мая 1920 года служил во 2-м советском стрелковом полку Народно-революционной армии Дальневосточной республики.
В том же году окончил полковую школу 2-го стрелкового полка и воевал в том же полку на должностях командира отделения и командира взвода инструкторской школы.
В 1921 году окончил военно-политическую школу армии и флота Дальневосточной республики, с апреля того же года по февраль 1922 года служил в этой школе командиром взвода. В 1922 году окончил армейскую школу комсостава Дальневосточной республики.

### Межвоенное время
С ноября 1922 года с упразднением ДВР Катков снова служил в РККА.
В 1923 году окончил повторные курсы Сибирского военного округа.
В июле 1923 года был назначен на должность начальника пулемётной команды и командира роты 106-го стрелкового полка, затем — на должность помощника начальника и начальника полковой школы 107-го стрелкового полка (36-я стрелковая дивизия, Сибирский военный округ).
С мая 1928 по апрель 1930 командовал ротой в Омской пехотной школе.
В 1933 году окончил Военную академию РККА имени М. В. Фрунзе, после чего в мае 1933 года служил начальником 1-го отдела и исполняющим должность начальника штаба 135-й стрелковой бригады (Киевский военный округ), с апреля 1935 года — начальником штаба 12-й механизированной бригады там же, с июля 1938 года — начальником штаба 36-й легкотанковой бригады там же.
В 1940 году окончил курсы усовершенствования командного состава при Академии Генерального штаба, после чего в июне 1940 года был назначен на должность начальника штаба 8-го механизированного корпуса (Киевский Особый военный округ).

### Великая Отечественная война
С июня 1941 года полковник Катков принимал участие в боях на фронтах Великой Отечественной войны, встретив её начало на прежней должности
Участвовал в приграничном танковом сражении под Дубно — Луцк — Броды.
С июля 1941 года командовал 12-й танковой дивизией (6-я армия, Юго-Западный фронт).
В августе 1941 года был дважды тяжело ранен под Днепропетровском в танковом бою. В бессознательном состоянии был спасён местными жителями и с выздоровлением 29 ноября перешёл линию фронта около Батайска, после чего находился на спецпроверке.
В феврале 1942 года был назначен на должность преподавателя Военной академии механизации и моторизации РККА имени И. В. Сталина.
В июне 1943 года был назначен на должность заместителя командира 3-го гвардейского механизированного Сталинградского корпуса, находясь на которой, участвовал в Белгородско-Харьковской операции и битве за Днепр.
С ноября 1943 года командовал 7-м механизированным корпусом, командуя которым принимал участие в Кировоградской, Уманско-Ботошанской, Дебреценской, Будапештской, Братиславско-Брновской наступательных операциях. Корпус освобождал города Украины, Румынии, Венгрии и Чехословакии. За годы войны был 4 раза ранен (2 тяжёлых и 2 легких ранения) и 1 раз контужен.
После Победы над Германией корпус под командованием генерала Каткова был передислоцирован на Дальний Восток, где был включён в состав 6-й гвардейской танковой армии Забайкальского фронта. Принимал участие в Хингано-Мукденской наступательной операции советско-японской войны в августе—сентябре 1945 года.
7-й механизированный Новоукраинский Хинганский ордена Ленина, Краснознаменный, ордена Суворова корпус в период с 9 по 20 августа 1945 года наступал через безводные степи, горный хребет Большой Хинган и принял участие в овладении городами Туцюань, Таонань и Чанчунь.
Указом Президиума Верховного Совета СССР от 8 сентября 1945 года за умелое командование механизированным корпусом, образцовое выполнение боевых заданий командования на фронте борьбы с японскими милитаристами и проявленные при этом мужество и героизм генерал-лейтенанту танковых войск Фёдору Григорьевичу Каткову присвоено звание Героя Советского Союза с вручением ордена Ленина и медали «Золотая Звезда».

### Послевоенная карьера
В 1946 году был назначен на должность заместителя генерал-инспектора бронетанковых и механизированных войск Главной инспекции Сухопутных войск, в 1947 году — на должность начальника Высшей бронетанковой школы.
Избирался депутатом Верховного Совета СССР 3-го созыва (1950—1954).
В 1953 году вышел в отставку.
Жил в городе Москве. 
Фёдор Григорьевич Катков умер 30 октября 1992 года.

## Награды
- Медаль «Золотая Звезда» Героя Советского Союза (8 сентября 1945 года[1][2], № 518)
- Два ордена Ленина (28 апреля 1945 года[3][4], 8 сентября 1945 года)
- Два ордена Красного Знамени (3 ноября 1944 года[5]; № 336075, 15 ноября 1950 года)
- Орден Кутузова I степени (13 сентября 1944 года[6][7])
- Три ордена Суворова II степени (25 октября 1943 года[8]; 22 февраля 1944 года[9]; 28 апреля 1945 года[10][11])
- Орден Отечественной войны I степени (11 марта 1985 года[12])
- медали;
- иностранные ордена и медали.

Почётные звания
- Почётный гражданин города Прага (Чехия).

## Воинские звания
- Полковник (до 1940 года);
- гвардии генерал-майор танковых войск (15.12.1943);
- гвардии генерал-лейтенант танковых войск (29.05.1945).[13]

## Память
- Ежегодно 9 мая в рабочем поселке Лебяжье проходит районная легкоатлетическая эстафета на призы им. Героя Советского Союза Ф. Г. Каткова, учрежденные районной газетой «Вперед». Впервые этот спортивный праздник состоялся в 1965 году в день 20-летия Великой Победы[14].
- В соответствии с Постановлением Главы Лебяжьевского района от 10 января 2012 г. № 01 «Об образовании избирательных участков для проведения голосования и подсчета голосов избирателей на выборах Президента Российской Федерации 4 марта 2012 года» образован Дубровинский избирательный участок № 577 имени Фёдора Григорьевича Каткова, генерал-лейтенанта, Героя Советского Союза. Центр — с. Дубровное, ул. Центральная, 34, помещение администрации Дубровинского сельсовета. В составе с. Дубровное, д. Бочаговка Дубровинского сельсовета.
- Мемориальная доска, установлена в Филиале МКОУ «Лебяжьевская средняя общеобразовательная школа» «Перволебяжьевская основная  школа», где учился Герой, установлена в 2015 году[15].

## Семья
В годы Великой Отечественной войны семья проживала по адресу: г. Ташкент, ул. Инженерная 19, кв. 13;
- жена: Каткова Елена Ульяновна.